# 綺咲あみ
綺咲 あみ（きさき あみ、3月17日 - ）は、日本のタレント、モデル、レースクイーン。大阪府出身。所属事務所はシンフォニア。主に関西を中心に活動している。

## 来歴・人物
- 2007年にスカウトされデビュー。
- 趣味は油絵、旅行、カフェ巡り、コスメ収集、カラオケ[1]
- スフィアライトレースクイーン[2]。

## 出演

### テレビ
- たかじん胸いっぱい（関西テレビ）
- 真夜中市場（関西テレビ）
- ゼッタイジャルっ!（関西テレビ）
- ビーバップ!ハイヒール（ABC）
- 美女裁判（ABC）
- コヤブ未来プロジェクト（ABC）
- わっしょい!5up（ABC）
- 朝生ワイド す・またん!（ytv）
- マヨブラ流（ytv）
- ジャイケルマクソン（MBS）
- 女性ホルモン分泌バラエティー 全力☆が〜る（MBS）
- SMAP×SMAP（フジテレビ）
- メントレG（フジテレビ）
- くちコミ☆ジョニー!（日本テレビ）
- 口出しゴメン!セキララ☆小町（関西テレビ）
- たかじんNOマネー（TVO）

### モデル
- BLENDA
- KANSAI1週間
- EDGE STYLE

### イベント
- DUBカスタマイズコンベンション
- What's up! モーターショー
- 大阪オートメッセ
- 東京オートサロン
- 東京モーターサイクルショー

### その他
- 美人時計[3]
- 週間エリアTV